# Sebastián Cabrera
Sebastián Eduardo Cabrera Morgado (Coquimbo, Chile, 16 de marzo de 1998) es un futbolista chileno que se desempeña como extremo, interior o lateral izquierdo y milita en Coquimbo Unido de la Primera División de Chile.

## Carrera
Dueño de una gran técnica y potencia con su pie izquierdo, debuta en su club formador, Coquimbo Unido, el año 2014, en la Primera B de Chile. Contando con poco protagonismo, es cedido a las divisiones inferiores de Universidad de Chile en la temporada 2016-2017, consagrándose campeón de la categoría Sub-19 ante Universidad Católica.
Retorna al elenco pirata para el Torneo de Transición Primera B de Chile 2017, a jugarse en el segundo semestre de ese año, al mando del técnico argentino Patricio Graff, donde Coquimbo Unido finaliza en el cuarto lugar. 
En la temporada 2018, Cabrera sufre una fractura de tibia que lo deja inactivo prácticamente todo el año. Su club, Coquimbo Unido, se consagra Campeón de la Primera B, retornando a la división de honor del fútbol chileno después de once años. Cabrera obtiene así su primer título en el fútbol profesional, participando en los últimos tres encuentros del torneo. Sin embargo, renueva para la siguiente temporada.
Debuta en la máxima categoría del fútbol chileno el 15 de febrero de 2019, en la derrota por 1-2 de Coquimbo Unido frente al campeón vigente Universidad Católica en el Estadio Francisco Sánchez Rumoroso, donde es expulsado. Sin embargo, su titularidad no se vio afectada durante los siguientes encuentros, merced a su gran rendimiento que lo lleva a la Selección Chilena Sub-23.
Para la temporada 2020, es anunciado como nuevo jugador de Palestino. En diciembre de 2022, fue anunciada su cesión por una temporada a Curicó Unido.

## Selección nacional
En abril de 2019, participa, junto a su compañero Sebastián Galani, del primer microciclo de la Selección Chilena Sub-23 en su preparación para el Torneo Maurice Revello 2019, convocado por el asistente técnico de Reinaldo Rueda en la Selección Nacional de Chile, Bernardo Redín. Solo Cabrera integró la nómina final que participó en el torneo.
En el torneo, participó de tres encuentros: en el debut triunfal por 1-0 sobre Portugal Sub-19, en la aplastante derrota por 1-6 ante Japón Sub-23 y en la definición por el séptimo lugar con victoria de 2-1 sobre China Sub-23.
Posteriormente, fue citado por Redín para disputar el Torneo Preolímpico Sudamericano Sub-23 de 2020, disputado en Colombia, donde debutó en el primer partido contra Ecuador siendo titular los 90 minutos y demostrando un gran nivel. Chile ganó por 3-0. Después volvería a ser titular, esta vez ante Venezuela, donde jugó los 90 minutos nuevamente y dio la asistencia a Ángelo Araos para el único gol del partido.

#### Participaciones en Preolímpicos
| Competencia                | Sede     | Resultado   | PJ | Goles | Asistencias |
| -------------------------- | -------- | ----------- | -- | ----- | ----------- |
| Preolímpico Sub-23 de 2020 | Colombia | Por definir | 3  | 0     | 1           |

## Estadísticas

### Clubes
| Club                   | Div.          | Temporada     | Liga  | Liga  | Copas nacionales | Copas nacionales | Torneos internacionales | Torneos internacionales | Total | Total |
| Club                   | Div.          | Temporada     | Part. | Goles | Part.            | Goles            | Part.                   | Goles                   | Part. | Goles |
| ---------------------- | ------------- | ------------- | ----- | ----- | ---------------- | ---------------- | ----------------------- | ----------------------- | ----- | ----- |
| Coquimbo Unido · Chile | 2.ª           | 2014-15       | —     | —     | 7                | 0                | —                       | —                       | 7     | 0     |
| Coquimbo Unido · Chile | 2.ª           | 2015-16       | 2     | 0     | 3                | 0                | —                       | —                       | 5     | 0     |
| Coquimbo Unido · Chile | 2.ª           | 2018          | 6     | 0     | 4                | 0                | —                       | —                       | 10    | 0     |
| Coquimbo Unido · Chile | 2.ª           | 2019          | 18    | 0     | —                | —                | —                       | —                       | 18    | 0     |
| Palestino · Chile      | 1.ª           | 2020          | 13    | 0     | —                | —                | 1                       | 0                       | 14    | 0     |
| Palestino · Chile      | 1.ª           | 2021          | 14    | 0     | —                | —                | —                       | —                       | 14    | 0     |
| Palestino · Chile      | 1.ª           | 2022          | 2     | 0     | —                | —                | —                       | —                       | 2     | 0     |
| Palestino · Chile      | Total club    | Total club    | 29    | 0     | 0                | 0                | 1                       | 0                       | 30    | 0     |
| Curicó Unido · Chile   | 1.ª           | 2023          | 12    | 1     | 1                | 0                | —                       | —                       | 13    | 1     |
| Curicó Unido · Chile   | Total club    | Total club    | 12    | 1     | 1                | 0                | 0                       | 0                       | 13    | 1     |
| Coquimbo Unido · Chile | 1.ª           | 2024          | 11    | 1     | 0                | 0                | 6                       | 0                       | 17    | 1     |
| Coquimbo Unido · Chile | Total club    | Total club    | 37    | 1     | 14               | 0                | 6                       | 0                       | 57    | 1     |
| Total carrera          | Total carrera | Total carrera | 78    | 2     | 15               | 0                | 7                       | 0                       | 100   | 2     |
| 1. 2. 3.               |               |               |       |       |                  |                  |                         |                         |       |       |

## Palmarés

### Campeonatos nacionales
| Título             | Club           | País  | Año  |
| ------------------ | -------------- | ----- | ---- |
| Primera B de Chile | Coquimbo Unido | Chile | 2018 |